# 珍珠花
珍珠花（学名：Lyonia ovalifolia）为杜鹃花科珍珠花属下的一个种。

## 用途
使組織緊繃和減少過多的液體。減少發炎和強化系統的張力。對感冒、流行性感冒、消化疾病、肌肉痙攣和疼痛、腹瀉有益。

## 扩展阅读
維基物種上的相關：珍珠花
[在维基数据编辑]
 《植物名實圖考·珍珠花》，出自吳其濬《植物名實圖考》